# 李庄遗址 (柘城县)
李庄遗址又名山台寺遗址，位于中华人民共和国河南省商丘市柘城县申桥乡李庄村，2000年被列为第三批河南省文物保护单位，2006年被列为第六批全国重点文物保护单位。
李庄遗址为新石器时代龙山文化和岳石文化的混合遗存，距今约4500年，遗址面积3万平方米，文化层厚约4米。在遗址中出土了大量的陶器和一座九牛祭祀坑，其中九牛祭祀坑被考古专家张光直认为是该遗址与先商文化联系的重要证据，这也是迄今为止龙山文化中发现埋牛最多的祭祀坑。
发掘现场现已被当地民众以土填平，柘城县政府有开发此遗址作为旅游景点的计划。